# Four Seasons
《Four Seasons》是環球唱片於2011年發行的張國榮精選專輯。

## 專輯介紹
專輯收錄了張國榮不同時代的歌曲，包括八十年代加盟的華星唱片、新藝寶唱片，以及1995年復出歌壇後加入的滾石唱片、環球唱片的不同時期作品，希望樂迷可以感受張國榮音樂世界中的春夏秋冬。唯因專輯內並未收錄風繼續吹而遭廣大樂迷詬病。此唱片登陸了香港唱片商會銷量榜內共有12星期。精選輯其後改版，附送四季歌詞集，收錄由創作人李重言撰寫有關哥哥的幾則散文。

## 曲目（4CD）
- CD 1(Spring)

1. I Like Dreaming
2. 追族
3. 戀愛交叉
4. Monica
5. 柔情蜜意
6. H2O
7. 緣份
8. 不羈的風
9. 我願意
10. 為你鍾情
11. 痴心的我
12. 只怕不再遇上
13. 默默向上游
14. 黑色午夜
15. 愛火
16. 誰令你心痴
17. 愛慕

- CD 2(Summer)

1. 拒絕再玩
2. 無心睡眠
3. 共同渡過
4. 夠了
5. 倩女幽魂
6. 熱辣辣
7. 奔向未來日子
8. 想你
9. 最愛
10. 貼身
11. 無需要太多
12. 沉默是金
13. 由零開始
14. 側面
15. 暴風一族
16. 明星
17. 滴汗

- CD 3(Autumn)

1. 風再起時
2. Miss You Much
3. 寂寞夜晚
4. Dreaming
5. 追 (電影版)
6. 今生今世(電影版)
7. 當愛已成往事
8. 偷情
9. 有心人
10. 你我之間
11. 怪你過份美麗
12. 紅
13. 這些年來
14. Love Like Magic
15. 左右手
16. 春夏秋冬
17. 小明星

- CD 4(Winter)

1. 陪你倒數
2. 路過蜻蜓
3. 枕頭
4. I Honestly Love You
5. 我
6. 大熱
7. 沒有愛
8. 夢到內河
9. 月亮代表我的心
10. 十號風球
11. 春光乍洩
12. 夜有所夢
13. 芳華絕代
14. 千嬌百美
15. 玻璃之情
16. 紅蝴蝶
17. 冤家